# Canton de Six-Fours-les-Plages
Le canton de Six-Fours-les-Plages est une division administrative française située dans le département du Var et la région Provence-Alpes-Côte d'Azur.

## Géographie
Ce canton est organisé autour de Six-Fours-les-Plages dans l'arrondissement de Toulon. Son altitude varie de 0 m (Six-Fours-les-Plages) à 352 m (Six-Fours-les-Plages) pour une altitude moyenne de 234 m. Le point culminant est Notre-Dame-du-Mai. La rivière Reppe coule au Nord et à l'ouest du canton.

## Histoire
Canton créé en 1973 (décret du 2 août 1973) - Division du canton de La Seyne-sur-Mer.

## Administration
| Période | Période | Identité                | Étiquette    | Qualité |
| ------- | ------- | ----------------------- | ------------ | --- |
| 1973    | 1979    | Antoine Baptiste        | DVD          | Médecin Maire de Six-Fours-les-Plages (1965-1982) |
| 1979    | 1985    | Alain Bombard           | PS           | Médecin Secrétaire d'État (1981) Député européen (1981-1994)                                                                                              |
| 1985    | 1992    | Philippe Estève         | UDF-PR       | Maire de Six-Fours-les-Plages (1982-1995) |
| 1992    | 1998    | Jean-Claude Babize      | DVD puis UDF | Entrepreneur de peinture Conseiller municipal de Six-Fours-les-Plages                                                                                     |
| 1998    | 2002    | Jean-Sébastien Vialatte | RPR puis UMP | Biologiste Maire de Six-Fours-les-Plages depuis 1995 Vice-président du Conseil général Suppléant du député Arthur Paecht (1997-2002) - Député (2002-2017) |
| 2002    | 2011    | Alain Caillet           | RPR puis UMP | Gérant d'entreprise Adjoint au maire de Six-Fours-les-Plages                                                                                              |
| 2011    | 2015    | Joseph Mulé             | UMP          | Ingénieur, Ministère de la Défense Premier adjoint au maire de Six-Fours-les-Plages Elu en 2015 dans le Canton de La Seyne-sur-Mer-2                      |

## Composition
Le canton de Six-Fours-les-Plages groupe 1 commune et compte 34 897 habitants (recensement de 2010 sans doubles comptes).
| Nom                              | Code Insee | Intercommunalité                       | Superficie (km2) | Population (dernière pop. légale) | Densité (hab./km2) |
| -------------------------------- | ---------- | -------------------------------------- | ---------------- | --------------------------------- | ------------------ |
| Six-Fours-les-Plages (chef-lieu) | 83129      | Métropole Toulon-Provence-Méditerranée | 26,58            | 33 652 (2014)                     | 1 266              |

## Démographie
| 1962  | 1968   | 1975   | 1982   | 1990   | 1999   | 2006   | 2009 |
| ----- | ------ | ------ | ------ | ------ | ------ | ------ | ---- |
| 9 057 | 15 118 | 20 090 | 25 526 | 28 957 | 32 742 | 34 325 | -    |